# NGC 7512
NGC 7512 је елиптична галаксија у сазвежђу Пегаз која се налази на NGC листи објеката дубоког неба.
Деклинација објекта је + 31° 7' 32" а ректасцензија 23h 12m 20,9s. Привидна величина (магнитуда) објекта NGC 7512 износи 12,7 а фотографска магнитуда 13,7. NGC 7512 је још познат и под ознакама UGC 12414, MCG 5-54-46, CGCG 496-54, PGC 70683.